# Ghioncani
Ghioncani – wieś w Rumunii, w okręgu Alba, w gminie Întregalde. W 2011 roku liczyła 61 mieszkańców.